# División 2 de Gibraltar
La División 2 de Gibraltar es una liga de fútbol sala organizada por la Asociación de Fútbol de Gibraltar y el segundo nivel del sistema de ligas de fútbol sala de Gibraltar. En la temporada 2016-17, estuvo integrada por diez equipos. 
Los equipos de esta división juegan en la Futsal Rock Cup y en la Copa de la División 2 de Gibraltar.

## Sistema de competición
El torneo se juega bajo el sistema de todos contra todos. Al final de la temporada el campeón gana un ascenso a la División 1 de Gibraltar; mientras que el último clasificado desciende a la División 3 de Gibraltar.

## Lista de campeones
| Temporada                                    | Campeón                        | Subcampeón            | Tercero                 |
| -------------------------------------------- | ------------------------------ | --------------------- | ----------------------- |
| 1988-89                                      |                                | Ramsons               |                         |
| 1990-91                                      | Senso Parts Micron             | Lourdians             | Finch & Ptrs.           |
| 2001-02                                      | Gibtel F. C.                   | Greenarc Gib. United  | Hindu F. C.             |
| Gibraltar se convierte en miembro de la UEFA |                                |                       |                         |
| 2013-14                                      | Gibraltar Scorpions Revolution | Boca Juniors          |                         |
| 2014-15                                      | Gibraltar Scorpions Res.       | Lincoln F. C.         | Gibraltar Phoenix       |
| 2015-16                                      | Gunwharf (A)                   | Mons Calpe S.C. (A)   | St.Joseph,s South Trade |
| 2016-17                                      | Rock 54                        | Gibraltar Titans (A)  | Rock Solid (A)          |
| 2017-18                                      | South United (A)               | Bavaria (A)           | Stallions               |
| 2018-19                                      | Koala (A)                      | Expendables           | Zoca Bastion            |
| 2019-20                                      | Gibraltar Hércules (A)         | Expendables F. C.     | St. Joseph's            |
| 2020-21                                      | Stallions F. C                 | Inter Principia F. C. | St. Joseph's            |
| 2021-22                                      | Laguna 2007                    | Rek 54 (A)            | Gunwharf                |
| 2022-23                                      | Gunwharf                       | College 1975          | Calpe City              |

## Títulos por club
Se muestran en negrita los clubes aún activos en la División 2, en cursiva a los desaparecidos. Los demás son clubes que siguen activos, pero no en la División 2. 
| Pos. | Club                     | Títulos | Años en los que fue campeón |
| ---- | ------------------------ | ------- | --------------------------- |
| 1    | Gibraltar Scorpions Res. | 2       | 2014, 2015                  |
| 2    | 'Gunwharf'               | 2       | 2016, 2023                  |
| 3    | Laguna 2007              | 1       | 2022                        |
| 4    | Stallions F. C           | 1       | 2021                        |
| 5    | Gibraltar Hércules       | 1       | 2020                        |
| 6    | Koala                    | 1       | 2019                        |
| 7    | South United             | 1       | 2018                        |
| 8    | Rock 54                  | 1       | 2017                        |

## Estadísticas

### Goleadores por temporada
| Temporada | Jugador           | Club                 | Goles |
| --------- | ----------------- | -------------------- | ----- |
| 2015-16   | Heredia Fernández |                      | 40    |
| 2016-17   | Roca              | Gibraltar United     | 40    |
| 2017-18   | Mena Muñoz        | Cannons              | 28    |
| 2018-19   |                   |                      |       |
| '2019-20' | Robert Montovio   | 'Gibraltar Hércules' | 46    |
| 2020-21   | Daniel Benady     | Maccabi Gibraltar    | 34    |
| 2021-22   | Lee Graham        | Gunwharf             | 53    |
| 2022-23   | Bradley Avellano  | Lions Gibraltar B    | 43    |

## Copa de la División 2
A partir de la temporada 2017 se empezó a jugar la Copa de la División 2; la cual se juega por eliminación directa.
| Edición | Campeón                 | Resultado        | Subcampeón            |
| ------- | ----------------------- | ---------------- | --------------------- |
| 1991    | St. Theresa             | 3 – 2            | Senso Parts Royal Oak |
| 2001    | Ramson Astoria          | 11 – 2           | Lions F. C.           |
| 2017    | St.Joseph's South Trade | (p.) (6–5) 3 – 3 | Rock 54 F. C.         |